# ASKA金
『ASKA金』 (アスカマネー）は、CHAMPAGNE KING（明日花キララ with ゲッスーブー）の1枚目のシングルCD。

## 概要
恵比寿★マスカッツ内の派生ユニットCHAMPAGNE KING（明日花キララ with ゲッスーブー）によるシングルCDである。2017年8月18日先行配信、9月6日CD発売。
ユニットのメンバーは明日花キララ、専属ダンサーの吉澤ゲッスー友貴（吉澤友貴）・スーブーの3名。
とにかく夜遊びと酒が好き、シャンパンが大好きという明日花のキャラクターを活かして、バブル時代の「金だけは持っている目立ちたがりのバカ女」感をラップで表現するユニットと位置付けられている。
収録曲は「ASKA金」（アスカマネー）・「A-ZABU」（アザブ）の2曲。「ASKA金」の作詞をフリースタイルダンジョン（テレビ朝日系）の前モンスター・漢 a.k.a. GAMIが、作曲は両曲ともDJ BAKUが担当する。

## 収録曲
- ASKA金 [3:03]

　作詞：漢 a.k.a. GAMI、作曲：DJ BAKU
- A-ZABU [3:47]

　作詞：シュガーandソルト、作曲：DJ BAKU
- ASKA金（Instrumental） [3:03]
- A-ZABU（Instrumental） [3:45]

## 盤形態
PCCA-90047、\1,852＋税。
封入特典として生写真1枚(15種類のうち1枚ランダム封入)、さらに初回製造分のみ数量限定で「明日花キララの生シャンパンティー」 が封入されている。